# Ута Ібрагімі
Флутура Ібрагімі (алб. Flutura Ibrahimi; нар.. 27 листопада 1983, Гнілане, Косово), більш відома як Ута Ібрагімі (алб. Uta Ibrahimi), — косоварська альпіністка. Вона стала першою албанкою, що піднялася на Еверест, найвищу вершину в світі. Зробила Ібрагім це 22 травня 2017 року, після чого вона підкорила вершини Манаслу (8163 м), Чо-Ойю (8201 м), Лхоцзе (8516 м) та Хідден-пік (8080 м), офіційно ставши першою жінкою з Балкан, яка піднялася на п'ять вершин 8-тисячників.
Досягнення Ути Ібрагімі були відзначені багатьма місцевими та міжнародними виданнями. Через свою альпіністську діяльність і виступи в ЗМІ Ібрагім прагне розповісти світові більше про природу і гори, а також про стан прав людини в Косово та Албанії.

## Біографія
Ута Ібрагімі народилася 1983 року в косівському місті Гнілані. Вона закінчила економічний факультет Університету Приштини, де вивчала маркетинг.
Ута починала свою кар'єру як асистентка з маркетингу в Університеті Ілірії. Потім вона працювала за цією ж спеціальністю в різних приватних компаніях, зокрема, Ута обіймала посаду директора маркетингового агентства «Ogilvy Karrota».. Крім своєї основної трудової діяльності, зокрема розробки маркетингових кампаній для великих бізнес-клієнтів, вона також займалася соціальними проєктами, що стосувалися прав людини. Ута також була менеджером з маркетингу, членом журі та організатором заходів у рамках фестивалю документального кіно «Dokufest», що проводився в косівському Призрені. У 2015 році вона залишила свою кар'єру в галузі маркетингу, щоб всі свої сили присвятити альпінізму.
У 2016 році Флутура заснувала компанію «Butterfly Outdoor Adventures Company» з метою просування культури і туризму в Косово, яка стала частиною проєкту USAID «Via Dinarica». Проєкт являє собою платформу для формування стабільних туристичних маршрутів і простору в Західних Балканах (від Косово до Словенії).

## Підкорені вершини
Ута Ібрагімі розпочала свою діяльність як альпіністка з підкорення таких вершин:
- Мусала (Болгарія) — 2925 м (2014)[20][21],
- Олімп (Греція) — 2918 м (2014),
- Триглав (Словенія) — 2553 м (березень 2016), зимова експедиція[22],
- Ерджіяс (Туреччина) — 3916 м (2016), зимова експедиція,
- Гасандаг (Туреччина) — 3200 м (2016), зимова експедиція,
- Емлер (Туреччина) — 3500 м (2016), зимова експедиція,
- Монблан (Франція) — 4880 м (2015), зимова експедиція[23],
- Рейнір (США) — 4392 м (2018),
- Пік Ялунг Рі (Непал) — 5700 м (2016), зимова експедиція,
- Пік Нурбу — 5800 м (2016), зимова експедиція (новий маршрут),
- Пік Рамдунг (Непал) — 5925 м (2016), зимова експедиція,
- Лобуче Східна (Непал) — 6119 м (2017, підкорена тричі),
- Мьонх (Швейцарія) — 4107 м (2017), зимова експедиція[24],
- Острови (Непал) — 6189 м (2018),
- Ама-Даблам (Непал) — 6812 м (2018)[25].

У період сходження на ці гори в Ібрагімі з'явилася ідея підкорення 14 найвищих вершин світу. Вона почала її реалізацію зі сходження на Еверест в 2017 році. До теперішнього часу їй підкорилися:
- Еверест (8848 м)[29],
- Манаслу (8163 м)[30],
- Чо-Ойю (8201 м)[31],
- Лхоцзе (8516 м)[32],
- Гашербрум (8080 м)[7].

Ці досягнення дозволили їй офіційно стати першою жінкою з Балкан, яка піднялася на п'ять вершин висотою понад 8000 метрів.
Ута Ібрагімі також входила до складу «National Geographic Team», що піднялася на вершину південного схилу Лхоцзе (7800 м) у 2019 році.

## Суспільне визнання
У 2018 році Ута Ібрагімі була офіційно оголошена чемпіоном Цілей сталого розвитку і впливовою особою, які беруть участь у роботі Косівської команди Організації Об'єднаних Націй зі сприяння екологічної і гендерної рівності та розширення прав й можливостей молоді. Вона брала участь у реалізації та розробці проєктів, що сприяють досягненню цілей ЦСР: гендерної рівності та боротьби зі згубним впливом на клімат.
Крім того, Ута Ібрагімі стала першою і залишається єдиною спортсменкою в Косово, що організовує піші походи і розваги на свіжому повітрі для дітей-аутистів. Як відома та впливова особа вона брала участь у публічних заходах, таких як «TedEx Albania», «Bar Camp Prishtina», «World Clean Up Day Campaign Face of the Campaign». Також обиралася до складу журі на конкурсі документальних фільмів, присвячених екології, в рамках косівського кінофестивалю «Dokufest».